# Markwald Berstadt
Der Markwald Berstadt umfasst heute 300,6 Hektar Wald, davon 288 ha Holzbodenfläche. „Als Gemeinschaftsforst ist er zum Privatwald zu zählen.“ Aufgrund seiner Größe gilt er als mittlerer Privatwald.
Zum Markwald Berstadt wurde eine forstgeschichtliche Untersuchung erstellt. Außerdem findet sich eine umfangreiche Darstellung aus dem Jahre 2005.

## Lage und Naturraum
Die Gemarkungen von Ober-Widdersheim, Borsdorf, Geiß-Nidda, Echzell, Bisses sowie Grund-Schwalheim bilden seine äußere Grenze. Er gehört der Markgenossenschaft Berstadt. Das Waldgebiet befindet sich in der Wetterau ca. 5 km östlich von dem Ort Berstadt im Heilquellenschutzgebiet des nahen Heilbads Bad Salzhausen. Nach den territorialen Änderungen, die durch das Gesetz zur Neugliederung der Landkreise Büdingen und Friedberg vom 11. Juli 1972 entstanden waren, liegt heute der Markwald Berstadt auf dem Gebiet der Gemeinde Echzell.
Der Wald liegt auf einer Höhe von 130 bis 221,8 m NN im Übergangsbereich von Wetterau und Vogelsberg. Lössböden überlagern Basaltkörper.
Die Lössböden der Wetterau gehören zu der Mittelmeer-Mjösen-Zone und bildeten sich im Quartär. Basalt wurde im 19. Jahrhundert in einem Steinbruch innerhalb des Markwalds gebrochen.
Klimatisch zählt das Gebiet zum „schwach bis mäßig subkontinentalen“ Klima. Die Wuchszonen des Wuchsgebietes „Südwestlicher Vogelsberg“ bilden eine „randliche Eichen-Mischwald-Zone.“

## Markgenossenschaft
Der Markwald Berstadt gehört zu den Markgenossenschaften, welche die Nutzung gemeinsam organisieren. Der Vertrag zur Eingliederung Berstadts in die Großgemeinde Wölfersheim vom 8. November 1971 legt im § 2 (2) fest, dass der Markwald Berstadt „wie bisher“ eine eigene Verwaltung mit Sitz in Berstadt hat.
Aus dem Jahresertrag des Berstädter Markwaldes fallen 261 Lose, wovon 33 auf die „Aus- oder Mitmärker“ und 228 auf die Ortsbewohner kommen. Die Ausmärker stammen aus Ober-Widdersheim, Unter-Widdersheim, vom Schleifelder Hof, nahe Geiß-Nidda und vom Häuserhof, der nördlich an den Markwald angrenzt und zu Ober-Widdersheim gehört. Die Anteile der Ausmärker und der Berstädter Märker haben sich wiederholt geändert.
Die Markwaldordnung von 1716 legte im Punkt 1 „37 Mann als Mitmärker“ fest. Diese Verteilung wurde auch in der Vergleichsurkunde von 1841 bestätigt. Seit 1861 ist die heutige Anteileregelung gültig.
Den Mark- und Allmendenutzen hatten alle Märker, Einheimische und Ausmärker. Im Markwald Berstadt gab es im 19. Jahrhundert auch jüdische Märker aus Berstadt.
Die Aufsicht über die Markwaldung führte der „Obermärker,“ der Grundherr, der durch Beamte vertreten wurde. In Berstadt, Bingenheim und Echzell waren dies zuerst die Grafen von Nassau, dann die Landgrafen von Hessen.
Heute wählt die Markversammlung den Markvorsteher, der Markmeister genannt wird, und den Markvorstand. Der Markvorstand besteht aus dem Markmeister und seinen beiden Stellvertretern. Einer der Stellvertreter wird von den Ausmärkern gewählt, z. Zt. ist es der Besitzer des Häuserhofs. Weiter gehören fünf Mitglieder und der Markrechner zum Markvorstand. Ehrenmarkmeister und Markrechner sind nicht stimmberechtigt.
Zu den Pflichten des Markvorstandes gehört die jährliche Begehung des Markwaldes. Solange Berstadt eine selbständige politische Gemeinde war, war der Bürgermeister immer Markvorsteher.
Die Lose der Mitmärker waren und sind vererbbar, dagegen beinhalteten die Lose der Marktgemeinde Berstadt ein Nutzungsrecht, das nicht auf folgende Generationen übertragbar war. Es rückte immer der nächstälteste Ortsbürger nach. Berstadt trat 1971 der Großgemeinde Wölfersheim bei. Seit diesem Zeitpunkt fallen die Lose der verstorbenen Berstädter Märker an die Gemeinde Wölfersheim.
1994 erbrachte ein Los drei Raummeter Buchenbrennholz in einem Wert von 100 DM. Die Gemeinde Wölfersheim besaß zu diesem Zeitpunkt bereits 120 Lose, die ausbezahlt wurden. Auch 28 Märker ließen sich auszahlen. Von den 108 Märker und 33 Mitmärker bezogen 113 weiterhin das Brennholz.

### Änderung der Eigentumsverhältnisse im 19. Jahrhundert
Durch Zuzug und Bevölkerungswachstum hatte sich die Zahl der Berstädter Ortsbürger auf 250 erhöht. Damit konnte nicht mehr jeder Ortsbürger ein ganzes Los erhalten. In anderen Gemeinden, wo diese Problematik ebenfalls entstanden war, beschränkte man die Anzahl der Ortsbürger oder unterstützte deren Auswanderung, wie beides etwa im nahe liegenden Södel praktiziert wurde. In Berstadt dagegen teilte man die Ortsbürgerlose nun in verschiedene Klassen mit unterschiedlichen Anteilen ein. Zwischen 1854 und 1861 änderte sich der Anteil der Lose der Ausmärker von 37 auf 33, die Zahl der Ortbürgerlose stieg auf 228. 1854 kam der Markwald, soweit er bis dahin Eigentum der Ortsbürger war, in das Eigentum der Gemeinde. 1857 wurde das Mollenbecksche Gut samt der zugehörigen fünf Lose von der Gemeinde Berstadt gekauft, sodass diese Lose an die Gemeinde zurückfielen. Diese Lose behielt die Gemeinde, als sie in den folgenden Jahren das Gut parzellenweise verkaufte. Das Gut war ein fuldisches Lehen der Grafen von Walderdorff, von denen es die Familie Mollenbeck erwarb.
1854 kam der Markwald, soweit er bis dahin Eigentum der Ortsbürger war, in das Eigentum der Gemeinde. Allerdings ist dieser Vorgang nicht mehr gänzlich nachvollziehbar.

## Geschichte
Im Markwald Berstadt, in den Distrikten Zippen und Erleneck, findet sich ein Grabhügelfeld, dessen Gräber, soweit dies durch Funde belegt ist, aus der Eisenzeit stammen. Diese Nekropole umfasst etwa 50 Grabhügel, die leider tw. illegal geöffnet wurden. Der Kreisarchäologe des Wetteraukreises, Jörg Lindenthal, vermutet als Siedlungsformen der damaligen Menschen Weiler oder Einzelgehöfte.

### Wildbannurkunde von 951
Der Markwald Berstadt gehörte zum fuldischen Besitz um Berstadt-Bingenheim-Echzell-Dauernheim, dem Kern der Fuldischen Mark. Der Berstädter, der Echzeller und der Bingenheimer Markwald bildeten ursprünglich einen gemeinsamen Wildbann. König Otto I. schenkte diesen Wildbann im Jahre 951 auf Bitten seines Bruders Brun (Köln) und des Schwiegersohnes Konrad dem Abt Hadamar von Fulda. Der Wildbann um Echzell ist der älteste von insgesamt fünf Wildbannforsten die an das Kloster Fulda verliehen wurden. Damit wurde den Gebieten auch der Königsbann verliehen. Die Wildbannurkunde wurde am 19. Januar 951 in „Francanfurt“ ausgestellt. Sie enthielt das Jagdverbot für Unbefugte. Das Recht zum Jagen konnten nur der Abt Hadamar oder seine Nachfolger erteilen: „forstam quae ad villam Achizuuilla pertinet, in qua prius erat communis omnium civium venatio, nullus venandum andeat ingredinissi licentia eiusdem abbati Hadamari successorum que illius.“ Ein Eigentum an Grund und Boden war damit nicht verbunden.
Als Grenzen des Wildbanns wurden angegeben:
- der Berg „Uuintersnol“ (Winternon),
- flussabwärts der „Hurnufa“ (Horloff) bis zur Mündung in die „Nita“ (Nidda),
- flussaufwärts bis „Turenheim“ (Dauernheim),
- über „Sleitfeld“ (Schleifelder Hof),
- den „Uuolvesbrunnon“ (Wolfsbrunnen)
- zurück zum Winternon.

1441 versuchten die Märker das Jagdrecht an sich zu ziehen und begründeten dies mit alten Rechten.

### Weitere Geschichte
Außer den Mitmärkern besaß auch die Mühle in Grund-Schwalheim Holzrecht im Markwald Berstadt. Dazu gehörte die Lieferung des „Mel-“ und des „Grundbaums“ aus dem Wald. Das Recht bestand seit dem Spätmittelalter. Die Markordnung von 1716 sah vor, dass dem Müller alle fünf Jahre Holz für das Mahlwerk, die „Schaufelbuche,“ geliefert wurde. Dies musste aber von den Förstern des Markwaldes und den Berstädter Bürgermeistern erlaubt werden.
Im 15. Jahrhundert erhoben die Orte Geiß-Nidda und Unter-Widdersheim Ansprüche auf Mitmärkerschaft bzw. Teile des Markwaldes Berstadt. 1485 und 1530 scheiterte die Gemeinde Geiß-Nidda mit ihrem Anspruch auf Mitmärkerschaft. Erbitterter war der Streit mit Ober-Widdersheim, das in seinen Rechten eingeschränkt war. Die Markordnung von 1481 verlangte die Anwesenheit der Ober-Widdersheimer Ausmärker beim Markgericht in Berstadt, verweigerte aber das Wahlrecht bei der Wahl des Markmeisters. Hinzu kam, dass 1549 die Ober-Widdersheimer bei der Zuteilung des Bauholzes benachteiligt wurden. Die Begründung war, dass Ober-Widdersheim auch einen eigenen Wald besaß. 1581 forderte das Gericht Ober-Widdersheim die Teilung des Markwaldes, der 1593 zugestimmt, die aber nie vollzogen wurde.
Die gemeine Mark oder Allmende wurde von allen Märker nach strengen Regeln genutzt. Dazu gehörte u. a. das Recht der Waldnutzung. Nach einem Bingenheimer Weistum vom 13. Januar 1441 war der Wald Teil der Allmende. „Item das der wildebandt, die fischerei, velt, wasser u. weide der gemeine seien.“
Die unterschiedlichen Formen der Waldnutzung fanden sich auch im Markwald Berstadt. Diese waren die Eichelmast, die Holzgerechtsame und der Hutewald. Geregelt wurde diese Nutzungsformen in den Waldordnungen. Auf eine ursprünglich gemeinsamen Nutzung der Markwälder von Berstadt, Echzell und Bingenheim verweist das Pfahlgericht zu Bingenheim, welches jährlich am 6. Januar Heilige Drei Könige von den Gerichtsschöffen der drei Orte abgehalten wurde. Man band ein Schwein an einen Pfahl an, das zuvor im Wald gemästet wurde. Alle Gült-Schweine, die an die Grafen von Nassau geliefert wurden, mussten diesem Schwein entsprechen.
Die intensive und keinesfalls nachhaltige Nutzung des Waldes schadete dem Wald. Auch der Dreißigjährige Krieg änderte nichts an dieser Situation. Die Gemeinde Berstadt entnahm ca. 100 Eichenbäume aus dem Markwald, um den „prächtigsten aller oberhessischen (Turm)helme“ für ihre Kirche anfertigen zu lassen. Dendrochronologische Untersuchungen ergaben, dass die Bäume alle zwischen 1623 und 1643 gefällt wurden. Zeitweise flüchtete die Bevölkerung Berstadts und der umliegenden Gebiete in den Markwald, besonders in den Jahren zwischen 1627 und 1635. Der Viehbestand blieb trotz des Krieges hoch. Die Zahl der Wildtiere stieg enorm. 1638 wurde im Markwald ein großer Wolf von 85 Pfund erlegt. Zwei weitere Wölfe gingen den Bauern durch die Maschen. Georg II. von Hessen-Darmstadt befahl am 19. Juni 1639 den Abschuss aller Wildschweine, nachdem sich die Gemeinde Berstadt über die Schäden beschwert hatte. Aus dem Markwald Echzell wurden 1640 die Schweine der Bauern aus Berstadt, Bisses und Echzell geraubt und auf dem Markt in Herbstein verkauft. Ein Teil der Schweine konnte dort zurückerworben werden. Die Mast im Markwald wurde noch 1834 vergeben.
Im 18. Jahrhundert kam es verstärkt zum Holzfrevel, dem illegalen Verkauf von Holz an die Salinen in Salzhausen und Trais-Horloff. Die nun betriebene Nutzung der Braunkohle für das Salzsieden sollte der drohenden Abholzung der Wälder entgegenwirken.
1716 wurden vom Landgrafen Ernst Ludwig von Hessen-Darmstadt als dem Obermärker „fast identische Waldordnungen“ für die Waldmarken von Berstadt, Bingenheim und Echzell erlassen.

### Wüstung Geisenbach
Im Markwald findet sich eine Wüstung, der ausgegangene Ort Geisenbach. Die Lage des „Guths Geisebach“ wird im 19. Jahrhundert zwischen dem alten Echzeller und dem Widdersheimer Weg und bis an den Berstädter Wald angegeben. Vermutet als Standort wird aber auch die Flur Geisenbach, eine Wiese nordwestlich von Geiß-Nidda, am Markwaldrand und zwar an der Wolfsbrunnenschneise. Diese Flur wurde bereits im Wildbannprivileg von 951 erwähnt. Außerdem findet sich eine Flur Geiselache im Markwald. In dieser Zeit wird gelegentlich die Gründung der Siedlung vermutet, allerdings verweist der Ortsname mit dem Gewässersuffix „bach“ auf eine Entstehungszeit um 600.
Vom 15. bis ins 17. Jahrhundert werden Geiß-Nidda sowie der Hof Geisenbach gemeinsam erwähnt. 1547 erhielten Christoph von Buches und sein Bruder Geiß-Nidda und den Hof Geisenbach als Lehen von Engelhard zu Rodenstein, ein Jahr später ging diesen Lehen an Bastian von Buches. 1550 und 1569 erfolgten weitere Belehnungen. 1652 verpfändete die Familie von Rodenstein an den Niddaer Rentmeister Ludwig Adolf Krug Geiß-Nidda einschließlich Geisenbach.
Ein Grabstein an der Kirche Geiß-Nidda ist dem 1785 verstorbenen Johann Wilhelm Ruehle von Lilienstern, dem „Erb- und Gerichtsherrn zu Geisnidda, Herr zu Geissenbach“ gewidmet.
Dieffenbach ordnete Geisenbach der Kirche Geiß-Nidda zu. Die zugemauerte westliche Pforte der dortige Kirche sei der Eingang für die Bewohner Geisebachs bestimmt gewesen.

### Markordnung von 1716
Rechtsbrauch war eine jährliche Markversammlung und das Markgericht. Anfang November, um Martini, wurde der Versammlungstermin durch den landgräflichen Oberförster aus Bingenheim angesetzt. Der Tag musste allen Märkern 14 Tage vorher mitgeteilt werden.
Das Markgericht urteilte in Holz- und Forstangelegenheiten. Besonders streng bestrafte man unerlaubtes Abholzen und auch nicht genehmigtes Sammeln von Leseholz. Wer Waldfrevel in der Nacht oder an Feiertagen beging, erhielt die doppelte Geldstrafe. Stammten die Waldfrevler nicht aus der Mark, wurde die Strafe nochmals verdoppelt. Zugewiesenes Bau- oder Flickholz durfte nicht weiterverkauft werden. Machte man daraus Brennholz, war die fünffache Strafe fällig. Wer das Holz außerhalb der Berstädter Mark verkaufte, musste den zehnfachen Betrag leisten. Die Markstrafen mussten beim Markgericht sofort oder innerhalb vier Wochen bezahlt werden. Wenn der für die Herrschaft vorgesehene Teil abgezogen war, wurde der Rest für den Försterlohn und andere Unkosten verwendet. Wer von den Märkern und Mitmärkern das Geld nicht bar hinterlegte, wurde bis zur Bezahlung von der Mark und dem Marknutzen ausgeschlossen.
Die Markordnung von 1716 sah die Zuweisung des Loshozes zwischen Michaelis und Christtag vor. Das Einschlagen der herrschaftlichen Waldaxt zeigte an, dass das Abfahren des Losholzes erlaubt war. Dieses Verfahren ist auch aus der Holzordnung der Grafen von Büdingen aus dem Jahre 1746 bekannt. Die Holztage wurden den Bauern nach deren Steuerklassen zugeteilt. Die Bauern, welche Pferde oder Ochsen als Zugtiere besaßen, „die Fahrenden,“ durften donnerstags Holz abfahren. Der „Holztag“ der untersten Gruppe der „Einläuftigen,“ die keine Zugtiere hatten, war der Mittwoch.
Die Zuweisung war abhängig von Stand und sozialer Herkunft. Der Berstädter Pfarrer und sein Kaplan bekamen ein ganzes Los Holz, ebenso der örtliche Schultheiß und die Förster. Dazu kam das Holz, welches ihnen mit ihrer Bestallung zugewiesen wurde. Auch die Beisassen, welche ein eigenes Haus besaßen, erhielten ein ganzes Los, mussten aber auch den ganzen Forsthafer bezahlen. Der Forsthafer war eine Abgabe „zum Unterhalte der Jagdhunde des Forstherrn.“ Ein halbes Los Holz stand denen zu, die kein eigenes Haus besaßen, aber den Forsthafer leisteten.
Das Wiederanwachsen der Bevölkerung nach dem Dreißigjährigen Krieg führte zu einem ständig ansteigenden Holzbedarf. Die Markordnung legte ausdrücklich fest, dass Zuzügler nicht als Märker angenommen wurden. So sollten die Einkünfte der Märker nicht geschmälert werden. Auch die Mitmärker erhielten strenge Auflagen. Wiederholt hatten Mitmärker aus Ober- und Unter-Widdersheim ihr Markrecht trotz Verbot verkauft oder versetzt. Diese Verträge wurden aufgehoben und das Markrecht fiel an die Mark zurück. Das Markrecht der Ausmärker lag auf dem jeweiligen Haus, nur sein Besitzer konnte es ausüben. Nur ihm stand das Losholz und Bauholz zu. Für die Ausmärker bestand die Auflage, dass sie die Hälfte des benötigten Bauholzes zuerst auf dem Bauplatz lagern mussten, bevor sie die andere Hälfte aus dem Markwald abfahren durften.
Das alte Privileg, beim Losholz die doppelte Menge zugeteilt zu bekommen, blieb für den Berstädter Pfarrer, Kaplan, Schultheiß und die Förster auch in dieser Markordnung erhalten.
Elemente einer nachhaltigen Forstwirtschaft wurden verpflichtend. Alle Märker mussten jedes Jahr eine bestimmte Anzahl Eichen „putzen“ und damit sie anwuchsen, vor Tierfraß mit Dornen schützen. Die Hege zwischen dem Berstädter und Echzeller Markwald musste gepflegt werden. Die Grenze zu Geiß-Nidda sollte ausgesteint werden, um Nachbarschaftsstreitigkeiten zu verhindern.

### Steinbruch
Seit 1836 betrieb man nachweisbar einen Steinbruch im Markwald, auf den der Flurname „Steinrutsche“ verweist. Der Zugang erfolgte über den daneben verlaufenden „Alten Abhängungsweg.“ Der Großherzogliche Förster, der auf dem Häuserhof wohnte, ordnete das Brechen der Steine in der jeweils gewünschten Menge an, der Berstädter Bürgermeister musste sich um die Durchführung kümmern. Die Arbeiten wurden auf dem Rathaus in Berstadt öffentlich vergeben, nachdem sie in den drei Markgemeinden ausgeschrieben wurden. Die Arbeiten umfassten das Brechen und Liefern der Steine sowie die Beseitigung des restlichen Abbruchs. Dabei war es durchaus üblich, auch Subunternehmer einzusetzen. Für die Märker und Ausmärker waren die Steine kostenlos, allerdings musste der Brecherlohn gezahlt werden. Geliefert wurden „Mauersteine“, „Chaussiersteine“, „Parzellensteine“ und „Deckplatten“ in zwei Größen. 1910 wurde der Steinbruch durch das Großherzogliche Kreisamt Büdingen vorübergehend stillgelegt, weil der Abbruch nicht „zurückgesetzt“ und „das Gestein beim Abbau unterhöhlt“ worden sei. 1919 wurde der Steinbruch im Markwald an zwei Berstädter verpachtet, die von 1920 bis 1922 mit dem Markvorstand in Streit wegen gerieten, weil sie dessen Forderungen für überzogen hielten. Häufiger Pächterwechsel war die Folge. Seit 1930 wurden die Löhne der Steinbrecher deutlich gesenkt. Bis in die frühen 1950er Jahre wurde der Betrieb im Steinbruch aufrechterhalten. Dann musste man der übermächtigen Konkurrenz des Basaltwerkes in Unter- und Ober-Widdersheim weichen.

### Grenzgraben
Am 12. März 1836 ordnete der Förster auf dem Häuserhof an, dass durch die Märker ein Grenzgraben an der Grenze nach Geiß-Nidda ausgehoben werden musste. Diese war nicht ausgesteint, außerdem wollte man sich vor vermutetem Holzfrevel der Geiß-Niddaer schützen. Der Graben war ca. 1,20 m tief und ist heute noch auf einer Länge von ca. 600 m erhalten. Ungefähr 1.000 m wurden inzwischen in Wiesen umgewandelt.
Durch die Waldbezirke Wolfsbrunnenteil und Helletagschlag wurde die über 40 kam lange Fernwasserleitung 1909 von Inheiden nach Frankfurt am Main verlegt.
Im Berstädter Markwald wurde ein 20 m hoher Standrohrüberlauf ca. 1909 erbaut. Dieser war notwendig, um die Druckstöße in der Leitung abzufangen. Die OVAG errichtete 1967/68 im Distrikt „Wannkopf“ auf der Fläche des ehemaligen Steinbruchs einen Wasserhochbehälter, dessen beide Kammern ein Fassungsvermögen von 7.000 m³ besitzen.

## Forstwirtschaft
Die Forsteinrichtung, auch Forsttaxation genannt, von 1993 zeigte, dass beim Baumbestand der Laubholzanteil den des Nadelholzes um das Vierfache übertraf. Der Baum des Markwalds ist die Buche, die 1993 51 % der aller Bäume ausmachte. Eichen, Erlen, die Gemeine Esche, Hainbuche, Linden und Rotbuche haben alle einen prozentualen Anteil von weniger als zehn Prozent. Unter den Nadelhölzern war die Fichte mit elf Prozent dominierend. Durch die Wetterschadensereignisse seit 1990 hat sich „die Alterklassenverteilung grundlegend verändert.“ Dem erhöhten Aufwand für Kulturmaßnahmen stehen geringere Gewinne wegen der fehlenden Hiebsreife der Bäume gegenüber. In der Nacht von 28. Februar auf den 1. März 1990 hatte der Orkan Wiebke im Markwald 30.000 Festmeter Holz umgelegt. Dies galt besonders für das Gebiet am Ludwigsweg, der höher als andere Teile des Markwaldes gelegen ist. Im Bereich an der Sauerlandlinie war der Nadelholzbestand völlig vernichtet worden. Die neu gepflanzten Buchen, Eschen und Hainbuchen wurden durch den Begleitwuchs gehemmt. 3.000 Buchenwildlinge pflanzte man im Jahre 2000 neu.
Eine 124 m² große Waldarbeiterschutzhütte wurde 1983 errichtet. Der Holzbau am „Alten Abhängungsweg“ kostete 135.000 DM. 2009 wurden im Markwald 500 Rotbuchen, 300 Douglasien und 500 Berg-Ahorn neu angepflanzt. Im Februar 2010 fielen dem Orkan Xynthia 350 Festmeter Nadelholz im Gewann „An der Teichschleuse“ zum Opfer.
Der Markwald besitzt nicht nur wirtschaftliche Funktionen. Zugleich ist er Heilquellen-, Klima- und Wasserschutzgebiet. Außerdem hat er Erholungsfunktion und dient dem Bodenschutz. Ein Großteil des oberen Markwaldes ist heute Fauna-Flora-Habitat-Gebiet.
Das Gebiet von 12.000 m² um den Karlsteich mit altem Eichenbestand wurde angekauft, der Karlsteich selbst sollte zu einem Fischgewässer umgewandelt und verpachtet werden, was aber die Untere Naturschutzbehörde zum Schutz der dort lebenden seltenen Amphibien untersagte.